# Наратлык (Арский район)
Наратлык — деревня в Арском районе Татарстана. Входит в состав Ташкичинского сельского поселения.

## География
Находится в северо-западной части Татарстана на расстоянии приблизительно 23 км по прямой на север от районного центра города Арск.

## История
Основана в 1996 году. В деревне расположено лесное хозяйство.

## Население
Постоянных жителей было: 88 в 2002 году (татары 98 %), 93 в 2010.